# 沈春耀
沈春耀（1960年5月—），山东莱州人。1977年1月参加工作。中国共产党党员。中国政法大学国际法专业毕业。现任第十四届全国人大常委会法制工作委员会主任。中共第十九届中央候补委员，第二十届中央委员。

## 生平
历任国务院法制办公室党组成员。2011年4月，任全国人大常委会副秘书长、机关党组成员。2013年，任全国人大常委会副秘书长、机关党组成员。2017年4月，卸任全国人大常委会副秘书长职务，出任全国人大法律委员会副主任委员、全国人大常委会法制工作委员会主任，晋升正部级。
2017年10月，中国共产党第十九次全国代表大会上当选中国共产党第十九届中央委员会候补委员。此外他还担任第十届、十一届全国人大常委会委员、全国人大法律委员会委员，第十二届全国人大常委会委员、全国人大法律委员会副主任委员。2018年2月24日，当选为第十三届全国人大代表。